# Guillem de Canterbury
Guillem de Canterbury va ser un monjo anglès medieval, biògraf de Thomas Becket, l'arquebisbe de Canterbury assassinat el mes de desembre de 1170.

## Primeres notícies
A causa de la seva posició crítica amb la política del rei Enric II a Irlanda, s'ha especulat que Guillem podria ser irlandès, tot i que aquest fet no s'ha pogut corroborar.
Guillem va ser un monjo benedictí del priorat de Christ Church, que va ser ordenat com a diaca pel mateix Becket l'any 1170. Becket va enviar Guillem a Reginald, comte de Cornualla, a mitjans de desembre de 1170 per fer d'espia al tribunal reial, al qual el comte assistia. Guillem va ser reconegut per un criat reial com a membre de la casa Becket i Reginald va fer-lo tornar a Canterbury. El 19 de desembre, Guillem ja tornava a ser amb Becket.

## Assassinat de Becket
William va ser present en el martiri de Becket, fugint del lloc quan va començar l'agressió a Becket. Guillem va admetre en els seus escrits que va amagar-se al cor de la Catedral de Canterbury quan es van produir els primers atacs a Thomas Becket.

## Escrits sobre Becket
Guillem va començar per recollir i editar les històries dels miracles que van passar al sepulcre de Becket durant el mes de juny de 1172. El monjo va participar en l'arranjament del sepulcre de Becket a la Catedral de Canterbury a finals de juliol d'aquell any. Dos anys més tard, el rei Enric II va fer penitència per la seva part de culpa en la mort de Becket. Guillem també va escriure una hagiografia de Becket, que va completar cap al 1173 o 1174. Aquesta obra és de gran valor per als historiadors ja que dona un testimoniatge directe dels esdeveniments que van precedir l'assassinat. És una de les cinc biografies que han estat agrupades formant el "Grup de Canterbury" que va ser escrit per autors propers a Becket i Canterbury. Probablement potser Guillem va ser encoratjat a escriure aquesta obra degut al haver estat un testimoni ocular de la mort de Becket. Aquesta hagiografia, o "vida" de Thomas Becket va ser escrita en llatí i sovint és anomenada amb el títol de Vita et miracula S. Thomae Cantuariensis. Va ser editada per James Craigie Robertson i publicada el 1875 com a part de les Rolls Series així com a la Bibliotheca Hagiographica Latina de 1898 a 1901 numerada amb el 8184.
Guillem apareix en dues obres del "Grup de Canterbury"ː a la convencionalment anomenada "Anònim II", així com a l'escrita per Edward Grim. La Vita de Guillem va influenciar un poema de Guernes de Pont-Sainte-Maxence escrit en francès. La Vita va ser també inclòs en un compilació de diverses biografies de Becket titulada Quadrilogus II escrita cap al 1198 per Elies d'Evesham a l'abadia de Crowland.